# Бостонская латинская школа
Бостонская латинская школа (англ. Boston Latin School) — государственная школа в Бостоне, штат Массачусетс.

## История
Пуритане уделяли большое внимание образованию своих детей. Сами пуританские лидеры привыкли к очень высоким образовательным стандартам, и большинство их служителей окончили Оксфордский или Кембриджский университет в Англии. Они основали Бостонскую латинскую школу в колонии Массачусетского залива и смоделировали её по образцу европейских латинских школ, в которых особое внимание уделялось религии, латыни и классической литературе.
Первоначально они финансировались не за счет налогов, а за счет пожертвований и аренды земли. Школа, основанная в соседнем Дедхэме, была первой государственной школой, поддерживаемой налогами. Латынь является матерью современных романских языков и была образовательным приоритетом в 17 веке. Умение читать по крайней мере Цицерона и Вергилия было требованием всех колониальных колледжей, а писать и говорить по-латыни в стихах и прозе было первым из законов Гарварда 1642 года. Boston Latin подготовил многих студентов к поступлению в Гарвард, в общей сложности семь лет, посвященных классике. Однако большинство выпускников Boston Latin не поступили в колледж, поскольку бизнес и профессии не требовали обучения в колледже. В 2015 году в Бостонской латинской школе обучалось 2400 учеников из Бостона. Он подготовил четырёх президентов Гарвардского университета, четырёх губернаторов Массачусетса и пятерых подписавших Декларацию независимости Соединенных Штатов. Бенджамин Франклин и Луи Фаррахан являются одними из его известных выпускников.
Школа начиналась как Южная Гимназия и была специально смоделирована после Бостонской Гимназии в Линкольншире, Англия.
Латинская школа принимала исключительно учеников мужского пола и нанимала только учителей-мужчин с момента своего основания в 1635 году и вплоть до 19-го века. Хелен Мэджилл Уайт была первой выпускницей школы и первой американкой, получившей докторскую степень. Магилл Уайт была единственной ученицей в школе, когда она училась. Латинская школа для девочек была основана в 1877 году, и Бостонская Латинская школа приняла свой первый совместный курс в 1972 году. Школа назначила Мари Фризарди Клири и Хуаниту Понте первыми двумя женщинами на академическом факультете в 1967 году. Корнелия Келли была первой женщиной-директором школы, работавшей с 1998 года до её выхода на пенсию в 2007 году, после чего Линн Муни Тета стала директором. В 2016 году Муни Тета подал в отставку на фоне федерального расследования по обвинению в расовых инцидентах в школе. В 2017 году Рэйчел Скеррит стала первым цветным человеком, который стал директором.
Кадетский корпус был основан во время гражданской войны в США; он был расформирован в начале 1960-х годов.
Среди известных выпускников педагог Чарльз Уильям Элиот, философ Джордж Сантаяна, бизнесмен и государственный деятель Джозеф П. Кеннеди, а также композитор и дирижер Леонард Бернстайн.